# Verband der Historiker und Historikerinnen Deutschlands
Der Verband der Historiker und Historikerinnen Deutschlands e. V. (kurz VHD), oft auch Deutscher Historikerverband genannt, 1895 als Verband Deutscher Historiker gegründet, ist mit über 3000 Mitgliedern der größte deutsche Verband hauptberuflicher Geschichtswissenschaftler.

## Organisation
Der Verband der Historiker und Historikerinnen Deutschlands befasst sich laut Satzung mit der „organisatorischen Förderung der Geschichtswissenschaft und vornehmlich der Vertretung der deutschen Historiker vor der Öffentlichkeit, insbesondere der internationalen Geschichtswissenschaft“. Seine wichtigste Aufgabe ist die Organisation der Deutschen Historikertage in Zusammenarbeit mit dem Verband der Geschichtslehrer Deutschlands, die alle zwei Jahre in Kooperation mit einer deutschen Universität stattfinden und regelmäßig mehrere Tausend Teilnehmer verzeichnen. Darüber hinaus vertritt der Verband der Historiker und Historikerinnen Deutschlands die Interessen seiner Mitglieder gegenüber der Politik, insbesondere gegenüber den Vertretern der Kultus- und Wissenschaftspolitik. Der Verband umfasst derzeit sechs Facharbeitsgruppen: Angewandte Geschichte/Public History, Weltregionale und Globale Geschichte, Digitale Geschichtswissenschaft, Frühe Neuzeit, Internationale Geschichte und Landesgeschichte.
An der Spitze des Verbands steht ein etwa zwanzig Personen umfassender Ausschuss, dem neben dem Vorstand weitere hinzugewählte bzw. delegierte Vertreter angehören. Die Wahl erfolgt auf den Historikertagen turnusmäßig für den Zeitraum von maximal sechs Jahren. Delegierte entsenden der Verband der Geschichtslehrer Deutschlands, der Verband deutscher Archivarinnen und Archivare sowie ein Vertreter des Gesamtvereins der deutschen Geschichts- und Altertumsvereine. Der Ausschuss legt den Tagungsort sowie die Sektionen auf den Historikertagen fest und bestimmt die Preisträger der vom Verband vergebenen Auszeichnungen für herausragende Dissertationen und Habilitationsschriften.
Der Vorstand des Historikerverbands setzt sich aus Vorsitzendem, stellvertretendem Vorsitzenden, Schriftführer und Schatzmeister zusammen. Vorsitzender des VHD ist seit 2021 der Trierer Neuzeithistoriker Lutz Raphael.
Am 1. Oktober 2009 wurde zur weiteren Professionalisierung des Verbandes eine Geschäftsstelle auf dem Campus Westend an der Universität Frankfurt am Main eingerichtet, welche die Mittlerin zwischen Vorstand und Ausschuss des Verbandes bildet.
Der Verband vertritt die diversen, weiblichen und männlichen Historiker Deutschlands im Comité International des Sciences Historiques (CISH). Der VHD ist zudem als Co-Applicant Teil des Großprojekts NFDI4Memory, um die digitale Zukunft der Geschichtswissenschaften aktiv mitzugestalten und die Interessen von Historikerinnen und Historikern einzubringen.

## Geschichte

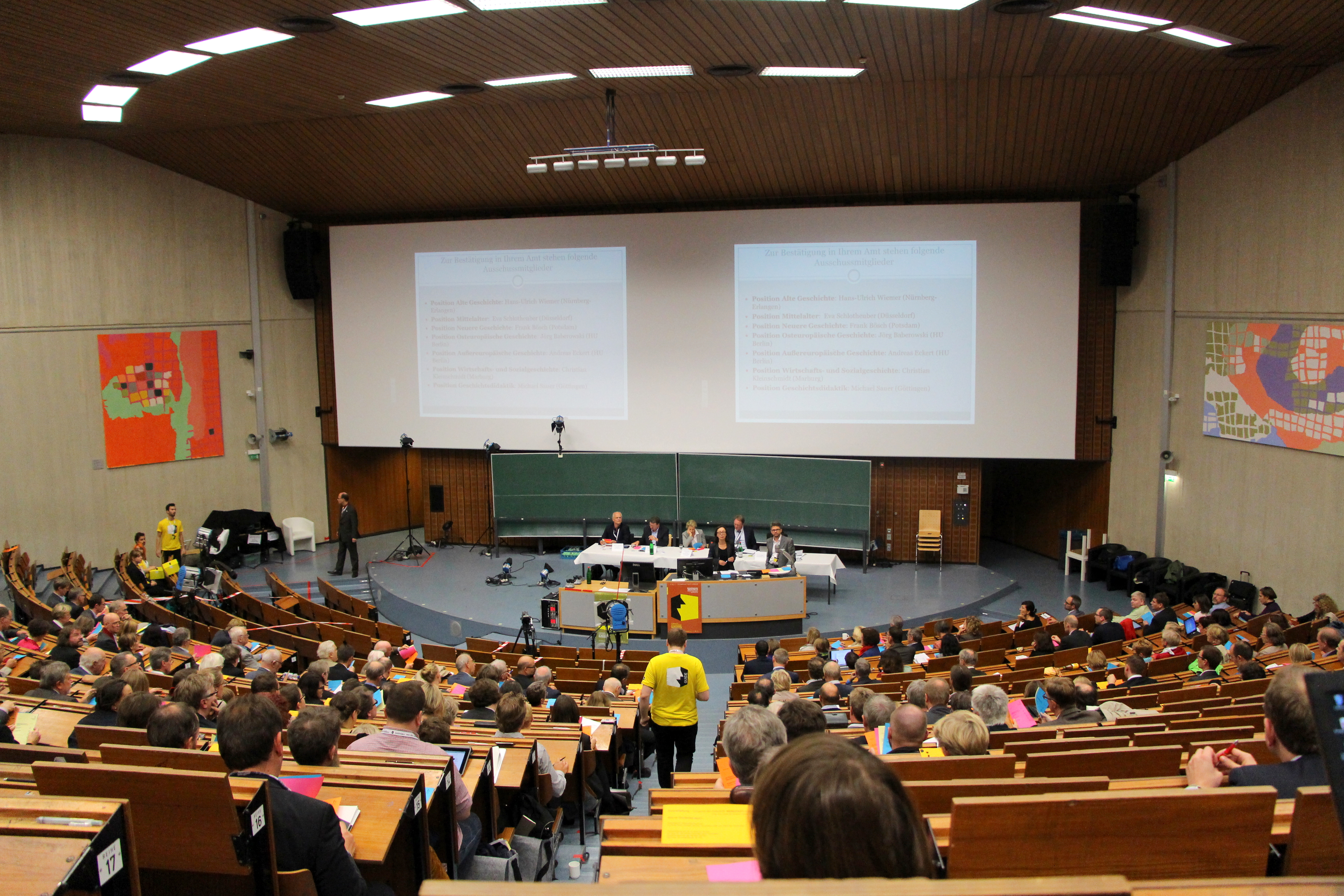
Mitgliederversammlung auf dem Göttinger Historikertag 2014

Die „Erste Versammlung Deutscher Historiker“ von Wissenschaftlern und Schulpraktikern fand Ostern 1893 in München statt, um einhellig gegen den neuen preußischen Geschichtslehrplan von 1892 zu opponieren, der das Schulfach auf Betreiben Kaiser Wilhelms II. im nationalen und antisozialistischen Sinne einzuspannen suchte. 1895 folgte die Gründung des „Verbandes Deutscher Historiker“ in Frankfurt am Main, angeregt u. a. durch Ludwig Quidde. Schulfragen spielten darin nur noch eine untergeordnete Rolle, weshalb die Lehrer 1913 den Verband Deutscher Geschichtslehrer gründeten. In der Zeit des Nationalsozialismus leitete zunächst noch Karl Brandi von 1932 bis 1937, danach das fördernde SS-Mitglied Walter Platzhoff den Historikerverband.
Unter Leitung von Gerhard Ritter initiierte ein „Gründungsausschuss“ mit Hermann Heimpel, Hermann Aubin und Herbert Grundmann Ende 1948 die Wiederbelebung des Historikerverbands mit geändertem Namen. Der 1949 gegründete Historikerverband unter dem Vorsitz von Ritter legte auf ein „deutsches national definiertes Geschichtsbewußtsein“ weiterhin Wert. Der Historikerverband hielt bis Mitte der 1950er-Jahre einen gesamtdeutschen Anspruch aufrecht, ehe sich 1958 in der DDR die Deutsche Historiker-Gesellschaft konstituierte. Im September 1990 endete die drei Jahrzehnte andauernde Doppelexistenz der institutionalisierten Geschichtswissenschaft in Deutschland mit dem Bochumer „Vereinigungs-Historikertag“.
Mit der am 27. September 2018 verabschiedeten Resolution des Verbandes der Historiker und Historikerinnen Deutschlands zu gegenwärtigen Gefährdungen der Demokratie positionierte sich der VHD erstmals offen zu aktuellen politischen Entwicklungen.

## Vorsitzende

Hermann Aubin, 1911

Vorsitzende des Historikerverbandes waren vor 1914 auch verschiedene österreichische Historiker. Es wurden verschiedene Fachdisziplinen bei den Wahlen berücksichtigt, wobei die Mehrzahl der Gewählten Mittelalterliche oder Neuzeitliche Geschichte lehrt(e). Seit 1988 beträgt die Amtszeit der Vorsitzenden stets vier Jahre. 2016 wurde erstmals eine Frau zur Vorsitzenden gewählt.
- 1895–1896: Hans von Zwiedineck-Südenhorst (Neuzeithistoriker)[6]
- 1896–1898: Felix Stieve (Neuzeithistoriker)
- 1898–1900: Georg Kaufmann (Mittelalter- und Neuzeithistoriker)
- 1900–1902: Dietrich Schäfer (Neuzeithistoriker)
- 1902–1903: Erich Marcks (Neuzeithistoriker)
- 1903–1904: Oswald Redlich (Mittelalterhistoriker)
- 1904–1906: Georg von Below (Mittelalterhistoriker)
- 1906–1907: Gerhard Seeliger (Mittelalterhistoriker)
- 1907–1909: Harry Bresslau (Mittelalterhistoriker)
- 1909–1911: Karl Brandi (Mittelalterhistoriker)
- 1911–1913: Emil von Ottenthal (Mittelalterhistoriker)
- 1913–1922: Joseph Hansen (Mittelalter- und Neuzeithistoriker)
- 1922–1924: Georg Küntzel (Neuzeithistoriker)
- 1924–1926: Hermann Reincke-Bloch (Mittelalterhistoriker)
- 1926–1928: Wilhelm Erben (Mittelalterhistoriker)
- 1928–1930: Robert Holtzmann (Mittelalterhistoriker)
- 1930–1932: Friedrich Oertel (Althistoriker)
- 1932–1937: Karl Brandi (Mittelalterhistoriker)
- 1937–1945: Walter Platzhoff (Mittelalterhistoriker)
- 1949–1953: Gerhard Ritter (Neuzeithistoriker)
- 1953–1958: Hermann Aubin (Mittelalter- und Osteuropahistoriker)
- 1958–1962: Hans Rothfels (Neuzeithistoriker)
- 1962–1967: Karl Dietrich Erdmann (Neuzeithistoriker)
- 1967–1972: Theodor Schieder (Neuzeithistoriker)
- 1972–1976: Werner Conze (Neuzeithistoriker)
- 1976–1980: Gerhard A. Ritter (Neuzeithistoriker)
- 1980–1988: Christian Meier (Althistoriker)
- 1988–1992: Wolfgang J. Mommsen (Neuzeithistoriker)
- 1992–1996: Lothar Gall (Neuzeithistoriker)
- 1996–2000: Johannes Fried (Mittelalterhistoriker)
- 2000–2004: Manfred Hildermeier (Osteuropahistoriker)
- 2004–2008: Peter Funke (Althistoriker)
- 2008–2012: Werner Plumpe (Wirtschaftshistoriker)
- 2012–2016: Martin Schulze Wessel (Osteuropahistoriker)
- 2016–2021: Eva Schlotheuber (Mittelalterhistorikerin)[7]
- seit 8. Oktober 2021: Lutz Raphael (Neuzeithistoriker)

## Historikertag
Alle zwei Jahre veranstaltet der VHD zusammen mit dem Verband der Geschichtslehrerinnen und -lehrer Deutschlands e. V. (kurz VGD) den Historikertag. Gastgeber sind Vertreter des Faches Geschichte an wechselnden deutschen Universitäten. Mit seinen über 2.500 Teilnehmern ist der Historikertag der größte Fachkongress Deutschlands und einer der größten Europas. Aufgrund seiner Größe und Bedeutung für die Fachwissenschaft stößt der Historikertag regelmäßig auf großes öffentliches Interesse. Den Festvortrag halten häufig prominente Politiker, wie amtierende Bundespräsidenten oder Bundeskanzler. Zahlreiche Fachsektionen, Podiumsdiskussionen, Arbeitsgruppentreffen sowie ein orts- und themenspezifisches Rahmenprogramm fördern den wissenschaftlichen Austausch und die Vernetzung von Lehrenden und Forschenden an Universitäten, außeruniversitären Forschungseinrichtungen und Schulen, aber auch darüber hinaus. Im Rahmen des Fachkongresses werden außerdem der Hedwig Hintze Preis, der Carl Erdmann Preis und der Peter-Haber-Preis verliehen.

## Auszeichnungen
Der Verband verleiht seit 2004 den Hedwig Hintze Preis für herausragende Dissertationen. Benannt wurde der Preis nach der Neuzeithistorikerin Hedwig Hintze, die als Jüdin 1939 emigrieren musste und unter nicht eindeutig geklärten Umständen im niederländischen Exil ums Leben kam. Ausgezeichnet werden hervorragende Dissertationen aus dem Gesamtbereich der Geschichtswissenschaft für jüngst Promovierte. Der Preis ist mit 5000 Euro dotiert. Als Preisträgerinnen und Preisträger wurden ausgezeichnet:
- 2021: Anna Catharina Hofmann und Irina Saladin
- 2018: Katharina Kreuder-Sonnen
- 2016: Nadine Amsler Weber und Joseph Lemberg
- 2014: Eva Maria Gajek
- 2012: Jan Hennings und Julia Tischler
- 2010: Anne Sudrow
- 2008: Martin Lücke und Victor Walser
- 2006: Carola Dietze
- 2004: Astrid M. Eckert
- 2002: Stefan-Ludwig Hoffmann

Der VHD verleiht außerdem – gleichfalls seit 2004 – den mit jeweils 6000 Euro dotierten Carl Erdmann Preis für zwei herausragende Habilitationen aus dem Gesamtbereich der Geschichtswissenschaft. Benannt wurde der Preis nach dem Mediävisten Carl Erdmann, einem entschiedenen Gegner des Nationalsozialismus. Er ersetzte den Preis des Verbandes der Historiker Deutschlands für herausragende Arbeiten des wissenschaftlichen Nachwuchses (1990–2010). Alle zwei Jahre werden dabei herausragende Habilitationsschriften im Gesamtbereich der Geschichtswissenschaft ausgezeichnet. Der Preis ist mit 6000 Euro dotiert. Als Preisträgerinnen und Preisträger wurden ausgezeichnet:
- 2023: Felix Römer
- 2021 (Verschiebung wegen der COVID-19-Pandemie): Marc Buggeln
- 2018: Rüdiger Bergien und Fabian Klose
- 2016: Simone Derix und Romedio Schmitz-Esser
- 2014: Elke Seefried und Lars Behrisch
- 2012: Ulrike Weckel

Seit 2021 verleiht der VHD zusammen mit der AG Digitale Geschichtswissenschaft den Peter-Haber-Preis für digitale Geschichtswissenschaft. Mit der Auszeichnung wird an den Schweizer Historiker Peter Haber erinnert.

## Schriften
Der Historikerverband hat etliche Berichtsbände der Historikertage herausgegeben. Außerdem erschienen unregelmäßig Mitteilungshefte (VHD-Journal) für die Mitglieder des Verbandes.
- Stefan Weinfurter, Frank Martin Siefarth (Hrsg.): Geschichte als Argument. 41. Deutscher Historikertag in München 17. bis 20. September 1996. Berichtsband., München 1997, ISBN 3-486-56327-0.
- Marie-Luise Recker (Hrsg.): Intentionen – Wirklichkeiten. 42. Deutscher Historikertag in Frankfurt am Main 8. bis 11. September 1998. Berichtsband. Oldenbourg, München 1999, ISBN 3-486-56442-0.
- Max Kerner (Hrsg.): Eine Welt – Eine Geschichte? 43. Deutscher Historikertag in Aachen 26. bis 29. September 2000. Berichtsband. Oldenbourg, München 2001, ISBN 3-486-56614-8.
- Andreas Ranft, Markus Meumann (Hrsg.): Traditionen – Visionen. 44. Deutscher Historikertag in Halle an der Saale vom 10. bis 13. September 2002. Berichtsband. Oldenbourg, München 2004, ISBN 3-486-56769-1.
- Gerhard Fouquet, Arnd Reitemeier (Hrsg.): Kommunikation und Raum. 45. Deutscher Historikertag in Kiel 14. bis 17. September 2004. Berichtsband. Wachholtz, Neumünster 2005, ISBN 3-529-02449-X.
- Clemens Wischermann u. a. (Hrsg.): GeschichtsBilder. 46. Deutscher Historikertag in Konstanz 2006. Berichtsband. UVK, Konstanz 2007.
- Martin Jehne u. a. (Hrsg.): Ungleichheiten. 47. Deutscher Historikertag in Dresden 2008. Berichtsband. Vandenhoeck & Ruprecht, Göttingen 2009.
- Gabriele Metzler, Michael Wildt (Hrsg.): Über Grenzen. 48. Deutscher Historikertag in Berlin 2010. Berichtsband. Vandenhoeck & Ruprecht, Göttingen 2012.